# Priolepis semidoliata
Priolepis semidoliata är en fiskart som först beskrevs av Valenciennes, 1837.  Priolepis semidoliata ingår i släktet Priolepis och familjen smörbultsfiskar. Inga underarter finns listade i Catalogue of Life.